# Sparta Prague WTA
Lo Sparta Prague WTA  è un torneo di tennis che si gioca a Praga in Repubblica Ceca. Faceva parte dell'ITF Women's Circuit, ma dal 2015 è inserito nella categoria WTA International, e dal 2021 nella categoria WTA 250. 
L'edizione del 2020, inizialmente cancellata a causa della pandemia di COVID-19, è stata poi spostata ad agosto. Nel 2024 il torneo si è svolto su terra rossa in funzione preparatoria per i giochi olimpici di Parigi che si svolsero sulla medesima superficie. Il torneo venne anticipato, svolgendosi da domenica 21 a venerdì 26 luglio, sempre a causa delle susseguenti olimpiadi.

## Albo d'oro

### Singolare
| Anno | Categoria     | Campionessa          | Finalista                 | Punteggio        |
| ---- | ------------- | -------------------- | ------------------------- | ---------------- |
| 2010 | ITF $50,000   | Lucie Hradecká       | Ajla Tomljanović          | 6–1, 7–6(4)      |
| 2011 | ITF $100,000  | Magdaléna Rybáriková | Petra Kvitová             | 6–3, 6–4         |
| 2012 | ITF $100,000  | Lucie Šafářová (1)   | Klára Zakopalová          | 6–3, 7–5         |
| 2013 | ITF $100,000  | Lucie Šafářová (2)   | Alexandra Cadanțu         | 3–6, 6–1, 6–1    |
| 2014 | ITF $100,000  | Heather Watson       | Anna Karolína Schmiedlová | 7–6(5), 6–0      |
| 2015 | International | Karolína Plíšková    | Lucie Hradecká            | 4–6, 7–5, 6–3    |
| 2016 | International | Lucie Šafářová(3)    | Samantha Stosur           | 3–6, 6–1, 6–4    |
| 2017 | International | Mona Barthel         | Kristýna Plíšková         | 2–6, 7–5, 6–2    |
| 2018 | International | Petra Kvitová        | Mihaela Buzărnescu        | 4–6, 6–2, 6–3    |
| 2019 | International | Jil Teichmann        | Karolína Muchová          | 7–6(5), 3–6, 6–4 |
| 2020 | International | Simona Halep         | Elise Mertens             | 6–2, 7–5         |
| 2021 | WTA 250       | Barbora Krejčíková   | Tereza Martincová         | 6–2, 6–0         |
| 2022 | WTA 250       | Marie Bouzková (1)   | Anastasija Potapova       | 6–0, 6–3         |
| 2023 | WTA 250       | Nao Hibino           | Linda Nosková             | 6–4, 6–1         |
| 2024 | WTA 250       | Magda Linette        | Magdalena Fręch           | 6–2, 6–1         |
| 2025 | WTA 250       | Marie Bouzková (2)   | Linda Nosková             | 2-6, 6-1, 6-3    |

### Doppio
| Anno | Categoria     | Campionesse                                | Finaliste                             | Punteggio           |
| ---- | ------------- | ------------------------------------------ | ------------------------------------- | ------------------- |
| 2010 | ITF $50,000   | Ksenija Lykina Maša Zec Peškirič           | Petra Cetkovská Eva Hrdinová          | 6–3, 6–4            |
| 2011 | ITF $100,000  | Petra Cetkovská Michaëlla Krajicek (1)     | Lindsay Lee-Waters Megan Moulton-Levy | 6–2, 6–1            |
| 2012 | ITF $100,000  | Alizé Cornet Virginie Razzano              | Akgul Amanmuradova Casey Dellacqua    | 6–2, 6–3            |
| 2013 | ITF $100,000  | Renata Voráčová Barbora Záhlavová-Strýcová | Irina Falconi Eva Hrdinová (2)        | 6–4, 6–0            |
| 2014 | ITF $100,000  | Lucie Hradecká (1) Michaëlla Krajicek (2)  | Andrea Hlaváčková Lucie Šafářová      | 6–3, 6–2            |
| 2015 | International | Belinda Bencic Kateřina Siniaková (1)      | Kateryna Bondarenko Eva Hrdinová (3)  | 6–2, 6–2            |
| 2016 | International | Margarita Gasparjan Andrea Hlaváčková      | María Irigoyen Paula Kania            | 6–4, 6–2            |
| 2017 | International | Anna-Lena Grönefeld Květa Peschke (1)      | Lucie Hradecká Kateřina Siniaková     | 6–4, 7–6(3)         |
| 2018 | International | Nicole Melichar Květa Peschke (2)          | Mihaela Buzărnescu Lidzija Marozava   | 6–4, 6–2            |
| 2019 | International | Anna Kalinskaja Viktória Kužmová           | Nicole Melichar Květa Peschke         | 4–6, 7–5, [10–7]    |
| 2020 | International | Lucie Hradecká (2) Kristýna Plíšková       | Monica Niculescu Ioana Raluca Olaru   | 6–2, 6–2            |
| 2021 | WTA 250       | Marie Bouzková Lucie Hradecká (3)          | Viktória Kužmová Nina Stojanović      | 7–6(3), 6–4         |
| 2022 | WTA 250       | Anastasija Potapova Jana Sizikova          | Angelina Gabueva Anastasija Zacharova | 6–3, 6–4            |
| 2023 | WTA 250       | Nao Hibino Oksana Kalašnikova              | Quinn Gleason Elixane Lechemia        | 6(7)–7, 7–5, [10–3] |
| 2024 | WTA 250       | Barbora Krejčiková Kateřina Siniaková (2)  | Bethanie Mattek-Sands Lucie Šafářová  | 6–3, 6–3            |
| 2025 | WTA 250       | Nadiia Kičenok Makoto Ninomiya             | Lucie Havlíčková Laura Samson         | 1-6, 6-4, [10-7]    |